# Yehuda Getz
Pour les articles homonymes, voir Getz et Guez.
Le rabbin Yehuda Meir Getz, né le 15 août 1924 en Tunisie et mort le 17 septembre 1995 à Jérusalem, est un éminent rabbin et cabaliste israélien. Il était le rabbin du Mur occidental du Temple de Jérusalem,,.

## Biographie
Yehuda Meir Guez est né dans un village du Nord-Ouest de la Tunisie en 1924. Son père était le rabbin Tsemah Guez (d'une famille originaire de Constantine en Algérie), et sa mère Simha Masouda descendait du Or ha-Ḥayyim.

Il se marie en 1943 avec Sylvette Esther Guez (une parente éloignée).
Il est nommé rabbin de Souk El Arba en 1946. Parallèlement a ses fonctions de rabbin, il fait, par correspondance, des études de notaire.
Il quitte la Tunisie et monte en Israël en 1949, établissant son domicile dans le quartier Halisa de Haïfa. Par la suite, il est nommé rabbin du Moshav Kerem Ben Zimra en haute Galilée, dont il sera un des fondateurs. 
Il change son nom de Guez en Getz.
Bien que rabbin et père de famille, il demande a servir dans les Forces de défense d'Israël, atteignant le grade de lieutenant-colonel.
À la suite du décès de son fils Avner pendant la guerre des Six Jours, il s'installe dans la vieille ville de Jérusalem. Peu de temps après, il est nommé rabbin du Mur Occidental du Temple. Sa connaissance de nombreuses langues (hébreu, arabe, français, latin, yiddish, allemand, ladino, espéranto, roumain, italien et turc) lui facilite l'exercice de ses fonctions et les contacts avec des représentants étrangers et des touristes venant visiter le Mur Occidental.
Il reconstruit la Yeshivat haMekubalim Bet-El qui avait été abandonnée en 1948. Il dirigera lui-même cette yechiva, de la reconstruction en 1973 jusqu’à son décès en 1995.
Le rabbin Getz encourage les fouilles archéologiques sur le mont du Temple. En juillet 1981, le rabbin Getz et plusieurs collaborateurs ouvrent un tunnel sous le mont du Temple , près de l'endroit où il croyait que l'Arche d'alliance du Temple de Salomon avait été cachée, directement au-dessous du Saint des Saints du Second Temple.
Le rabbin Getz est mort d'une crise cardiaque le 17 septembre 1995. Il laisse son épouse et ses six enfants, et est enterré au cimetière juif du mont des Oliviers,.